# Ancylodactyla
Ancylodactyla is een geslacht van kreeftachtigen uit de klasse van de Malacostraca (hogere kreeftachtigen).

## Soorten
- Ancylodactyla elata (Zarenkov, 1994)
- Ancylodactyla elongata (Zarenkov, 1969)
- Ancylodactyla nana (Zarenkov, 1990)